# پارک ملی توشتی
پارک ملی توشتی (به لاتین: Tusheti National Park) یک پارک ملی در گرجستان است که در کاختی واقع شده‌است.